# Laccophilus medialis
Laccophilus medialis es una especie de escarabajo del género Laccophilus, familia Dytiscidae. Fue descrita científicamente por Sharp en 1882.
Esta especie se encuentra en América del Sur.